# San Antonio (Florida)
San Antonio ist eine Stadt im Pasco County im US-Bundesstaat Florida. Das U.S. Census Bureau hat bei der Volkszählung 2020 eine Einwohnerzahl von 1.297 ermittelt.

## Geographie
San Antonio grenzt im Osten direkt an St. Leo und liegt rund fünf Kilometer westlich von Dade City sowie etwa 40 Kilometer nördlich von Tampa.

## Geschichte
Der Ort wurde 1881 gegründet und nach dem Heiligen Antonius von Padua benannt. 1889 wurde das Kloster Saint Leo Abbey und damit verbunden die Privatuniversität von St. Leo gegründet. 1891 kamen Kloster und Universität zur neu gegründeten Town of St. Leo.
Durch San Antonio verlief einst die 1888 fertiggestellte Orange Belt Railway von Sanford nach Saint Petersburg. Nach mehreren Übernahmen wurde die Strecke im Zuge der Gründung der Seaboard Coast Line Railroad im Jahr 1967 stillgelegt.

## Demographische Daten
Laut der Volkszählung 2010 verteilten sich die damaligen 1138 Einwohner auf 472 Haushalte. Die Bevölkerungsdichte lag bei 355,6 Einw./km². 96,5 % der Bevölkerung bezeichneten sich als Weiße, 1,1 % als Afroamerikaner und 0,4 % als Asian Americans. 1,1 % gaben die Angehörigkeit zu einer anderen Ethnie und 1,0 % zu mehreren Ethnien an. 6,1 % der Bevölkerung bestand aus Hispanics oder Latinos.
Im Jahr 2010 lebten in 33,9 % aller Haushalte Kinder unter 18 Jahren sowie 18,1 % aller Haushalte Personen mit mindestens 65 Jahren. 68,6 % der Haushalte waren Familienhaushalte (bestehend aus verheirateten Paaren mit oder ohne Nachkommen bzw. einem Elternteil mit Nachkomme). Die durchschnittliche Größe eines Haushalts lag bei 2,57 Personen und die durchschnittliche Familiengröße bei 3,04 Personen.
26,5 % der Bevölkerung waren jünger als 20 Jahre, 23,9 % waren 20 bis 39 Jahre alt, 32,8 % waren 40 bis 59 Jahre alt und 16,9 % waren mindestens 60 Jahre alt. Das mittlere Alter betrug 40 Jahre. 48,9 % der Bevölkerung waren männlich und 51,1 % weiblich.
Das durchschnittliche Jahreseinkommen lag bei 61.923 $, dabei lebten 6,5 % der Bevölkerung unter der Armutsgrenze.
Im Jahr 2000 war Englisch die Muttersprache von 91,96 % der Bevölkerung  und spanisch sprachen 8,04 %.

## Verkehr
San Antonio wird von der Florida State Road 52 durchquert.
Der nächste Flughafen ist der rund 60 Kilometer südlich gelegene Tampa International Airport.